# Vevo

Erstes Logo von 2009 bis 2013

Logo von März 2013 bis Juli 2016

Vevo (['viːvəu], Eigenschreibweise: vevo für video evolution) ist ein Musikvideo- und Unterhaltungs-Onlinedienst für diverse Plattformen. Betrieben wird er von Sony Music Entertainment, Universal Music Group und der Abu Dhabi Media Company; auch Google ist am Unternehmen beteiligt. Der Dienst startete offiziell am 8. Dezember 2009 und umfasste im Januar 2016 etwa 45.000 Musikvideos.
Um große Werbekunden zu gewinnen, zensierte Vevo anfangs sämtliche Videos mit anstößigem Inhalt („explicit content“). Seit Anfang 2011 ist das Unternehmen von diesem Vorgehen abgewichen und stellt nun sowohl unzensierte als auch zensierte Versionen der betroffenen Videos zur Verfügung. Die Verbreitung von Videos erfolgt sowohl über YouTube als auch über die eigene Website des Dienstes vevo.com. Diese war Anfang 2014 unter anderem in den Ländern USA, Australien, Brasilien, Kanada, Frankreich, Irland, Italien, den Niederlanden, Neuseeland, Spanien, Deutschland, Polen und Großbritannien verfügbar.
Vevo war in Deutschland zunächst nicht verfügbar, da nach eigenen Angaben im November 2010 keine Einigung mit der GEMA erzielt werden konnte. Am 2. September 2013 gab Vevo bekannt, sich mit der GEMA geeinigt zu haben. Die Nutzer können seit dem 1. Oktober 2013 auf Vevo in Deutschland über die Website sowie über Apps für Smartphones, Tablets und Spielkonsolen und die Settop-Box Apple TV sowie seit März 2014 über den HDMI-Stick Chromecast von Google zugreifen. Zwar lassen sich die Vevo-Videos an den Fernseher streamen, aber Vevo TV bisher nicht. Vevo startete in Deutschland zunächst ohne YouTube, bis zu einer Einigung zwischen GEMA und YouTube im November 2016.
Am 24. Mai 2018 gab Vevo bekannt, dass die eigene Internet-Seite eingestellt wird, Musik-Videos von Vevo aber weiterhin über YouTube und andere Plattformen angeboten werden.